# Soyaniquilpan de Juárez
Soyaniquilpan de Juárez är en kommun i Mexiko.   Den ligger i delstaten Mexiko, i den sydöstra delen av landet, 80 km nordväst om huvudstaden Mexico City.
Följande samhällen finns i Soyaniquilpan de Juárez:
- San Francisco Soyaniquilpan
- San Juan Daxthi
- San Isidro
- La Goleta
- San Juan del Cuervo
- Gavillero de Santa Ana